# Rockismo

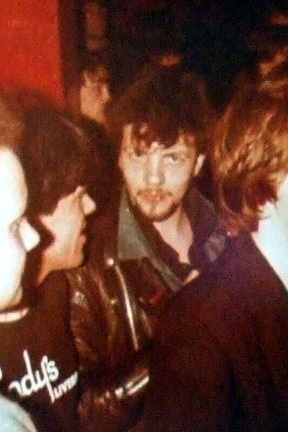
El cantautor inglés Pete Wylie es acreditado de acuñar el término en 1981.

El rockismo es la creencia de que la música rock es dependiente de valores como la autenticidad y alta cultura, y que por esto mismo el género se eleva por sobre cualquier otra forma de música popular. Se utiliza ampliamente en la prensa musical británica desde principios de la década de 1980. El principio fundamental del rockismo es que algunas formas de música popular (y algunos artistas) son más auténticos que otros. Sin embargo, en los últimos años el término se ha utilizado en sentido peyorativo. Los críticos de esta ideología también han argumentado que el rockismo es racista, sexista y homofóbico.

## La visión del rockismo
El rockismo, derivado de la prensa musical británica de principios de los años 1980, puede ser definido en más de una forma, y sería difícil reconocer un significado absoluto. Si bien hay muchas vagas interpretaciones, se entiende que el rockismo considera al rock como la norma. Desde una perspectiva rockista, el rock es el estado estándar de la música popular.
Un aficionado al rock, un músico del género o un periodista especializado no tienen necesariamente que ser rockistas. Al mismo tiempo, un rockista también puede apreciar otros géneros, pero los trata de una forma particular.
El rockismo desconfía del uso de tecnología avanzada, desde los sintetizadores hasta los sistemas de software imprescindibles para la producción de música electrónica. El rockismo, en cambio, pone el valor en la idea del artista como autor; la música auténtica se compone como una forma sincera de autoexpresión, y es usualmente interpretada por aquellos que la componen. Esto contrasta fuertemente con la música pop prefabricada, creada en una suerte de línea de producción por equipos de productores discográficos y técnicos, e interpretada por estrellas pop que tienen mínima influencia sobre el proceso creativo, estando el producto diseñado para encajar en un mercado masivo y reportar ganancias en lugar de expresar sentimientos auténticos.
El rockismo es una corriente primitivista; un supuesto del rockismo es que, en un momento de la historia, se hizo buena música y que las innovaciones que se han dado en el campo han comprometido esta pureza. Muchos rockistas ubican esta edad dorada en las décadas de 1960 y 1970. Los críticos del rockismo sugieren que esta supuesta era de música auténtica y pura es un mito, y que la música popular nunca estuvo completamente libre de la interferencia del comercialismo.
El crítico de diseño y músico indie Nick Currie comparó al rockismo con el movimiento artístico de Stuckism, que valora al arte figurativo por sobre el arte conceptual.

## Críticas al rockismo
Una de las críticas más famosas al rockismo vino de Kelefa Sanneh en una editorial de 2004 titulada “The Rap Against Rockism”. El periodista definió al rockismo de la siguiente manera: "Un rockista es alguien que reduce el rock ‘n’ roll a una caricatura, y luego usa esa caricatura como un arma. El rockismo significa idolatrar a la auténtica vieja leyenda (o héroe del under) y burlarse de la más reciente estrella pop; dar importancia al punk y apenas tolerar al disco; amar el show en vivo y odiar al videoclip; ensalzar al artista rugiente y odiar al que hace playback."
Sanneh también acusa al rockismo de representar un punto de vista sexista, racista y homofóbico. Senneh escribió: "En la reseña de Libros del New York Times, Sarah Vowell recordó favorablemente el ascenso de Nirvana: 'Un grupo con guitarras fuertes y batería más fuerte derribando a la lloriqueante Mariah Carey de la cima de las listas'. ¿Por qué el cambio de guardia sonó tanto como un asalto sexual? Y ¿cuándo nos pusimos todos de acuerdo en que el neo-punk de Nirvana era más respetable que el neo-disco de la señorita Carey?"
Escritores contemporáneos usan el rockismo como una categoría polémica para identificar un grupo de creencias y suposiciones en la crítica musical. El rockismo no es, entonces, un término connotativamente neutral. Por ejemplo, algunos críticos del rockismo han alegado que es una ideología racista, sexista y/o homofóbica, en el sentido de que los artistas que se consideran auténticos son predominantemente varones blancos heterosexuales; algunos géneros musicales que el rockismo estima menos auténticos están vinculados a la población de origen africano (como el hip-hop) o la comunidad homosexual (disco, house) o la música pop, en la que intérpretes mujeres como Madonna (acusada por los críticos rockistas de inautenticidad y de priorizar la imagen sobre la sustancia) han tenido éxito. A pesar de esta crítica, en el rockismo se valora positivamente a artistas que entran dentro de sus cánones musicales independientemente de su raza (Arthur Lee, Jimi  Hendrix o  Phil Lynott), orientación sexual (Chris Bell, cantante de Big Star que reconoció públicamente su homosexualidad; David Bowie, bisexual) o género (Sleater-Kinney, grupo formado por tres mujeres, siendo una de ellas bisexual y otra lesbiana).